# عالية أحمد سوسة
عالية أحمد سوسة  مؤرخة عراقية متخصصة في تاريخ اليهود الحديث.

## سيرتها
متخصصة في التاريخ الحديث، أستاذة قسم التاريخ في كلية الآداب بجامعة بغداد، من مواليد بغداد  سنة 1949م، وحاصلة على شهادة البكالوريوس من الجامعة الأمريكية ببيروت، والماجستير من جامعة لندن، والدكتوراه من  جامعة السوربون بفرنسا، وكلها في علم التاريخ، وزاولت مهنة التعليم الجامعي في قسم التاريخ في كلية الآداب بجامعة بغداد للمدة 1976 - 1990م، وبلغت درجة أستاذة، ثم طلبت إحالتها على التقاعد، وكانت لها محاضرات في جامعة شيــكاغو الأمريكية في صيف سنة 1981م، كما حاضرت في كلية القانون بجامعة بغداد للسنة الدراسية 1990-1991م، وعملت خبيرة في المجلة الدولية لدراسات الشرق الأوسط في واشنطن، ومحررة للقسم الإنكليزي في مجلة المؤرخ العربي في الثمانينات.
وهي ابنة العلامة الدكتور أحمد سوسة (1900- 1982م) ،وقد أشرفت على طبع عدد من مؤلفاته بعد وفاته، وهي : مفصل تاريخ العرب واليهود في التاريخ (1982م)، وتاريخ حضارة وادي الرافديــن ج1-2 (1985-1986م)، وتاريخ الري في العراق (باللغة الإنكليزية -  1986)، وحياتي في نصف قـــرن (مذكرات - 1986م)، ولها ثلاثة مؤلفات مطبوعة.
كتب الكثيرون عن عالية سوسة منهم صاحب هذه السطور إذ ظهرت سيرتها كاملة في الجزء الأول من كتابه (معجم الأديبات والكواتب العراقيات في العصر الحديث)، وابنتها سارة الصراف، والدكتور إبراهيم خليل العلاف في مدونته، والمهندسة إيمان البستاني.
ولها بنت اسمها (سارة) حملت الأمانة وحفظتها وواصلت نشر الثقافة العراقية الأصيلة من المهجر حيث تقيم هناك ولم تمنعها بعد المسافات من مواصلة مسيرة ال سوسة في خدمة العراق.
عملت الدكتورة عالية سوسة في بعثة الأمم المتحدة واستشهدت في 19 آب 2003 في تفجير مقر بعثة الامم المتحدة في فندق القناة ببغداد سنة 2003 وكانت آنذاك تعمل موظفة في البنك الدولي
قالت عنها المهندسة إيمان البستاني إنها: (أحبت بغداد وتراثها حبا جما وكانت تطوف في ازقة بغداد واحيائها وتسجل انطباعاتها ولم يمهلها القدر لاكمال مشروع كتابها عن بغداد..وكثيرا ما حاورت والدها في كتبه المثيرة للجدل وخاصة كتابه عن اليهود وقد نشرت مذكراته وكانت تزمع إعادة طبع مؤلفات والدها التي نفذت من الأسواق).
كانت من رواد المجالس الثقافية البغدادية وكانت تعتز بالذهاب هناك والحضور مع شخصيات بغداد في ذلك الوقت كالعلامة حسين علي محفوظ والاستاذ سالم الالوسي والدكتور علي الوردي وغيرهم من رواد ذلك المجلس.

## بعض أعمالها
- مدخل إلى التاريخ العربي. (كتاب جامعي باللغة العربية، عام 1982).
- ميادين الدراسات اليهودية. (كتاب باللغة العربية، عام 1982).[4]